# Ilaria Occhini
Ilaria Occhini (Firenze, 1934. március 28. – Firenze, 2019. július 20.) olasz színésznő.

## Filmjei
- A harmadik líceum (Terza liceo) (1954)
- Az orvos és a sarlatán (Il medico e lo stregone) (1957)
- Sigfrido (1957)
- Cartagine in fiamme (1960)
- Il mantenuto (1961)
- Il tiranno di Siracusa (1962)
- Il giorno più corto (1962)
- I promessi sposi (1964)
- Gli uomini dal passo pesante (1965)
- Komplexusok (I complessi) (1965)
- A nevető ember (L’uomo che ride) (1966)
- Brigade antigangs (1966)
- Un uomo a metà (1966)
- Les Feux de la Chandeleur (1972)
- Visszatérés (Ritorno) (1973, tv-film)
- Két férfi a városban (Deux hommes dans la ville) (1973)
- Benvenuti in casa Gori (1990)
- Ritorno a casa Gori (1996)
- Jobb később, mint soha (Meglio tardi che mai) (1999, tv-film)
- Domani (2001)
- Próbálja újra, professzor! (Provaci ancora prof!) (2005–2013, 29 epizódban)
- Szerelem, pasta, tenger (Mine vaganti) (2010)
- Az amerikai lány (La ragazza americana) (2011, tv-film)
- Tutti al mare (2011)
- Una famiglia perfetta (2012)